# 1783

## Събития
- 25 ноември – Джордж Вашингтон превзема Ню Йорк и последните британски войски напускат САЩ

## Родени
- Виктор Нишки, български духовник
- 23 януари – Стендал, френски писател
- 3 април – Уошингтън Ървинг, американски писател
- 22 май – Уилям Стърджън, английски физик
- 24 юли – Симон Боливар, латиноамерикански революционер
- 9 август – Александра Павловна, Велика руска княгиня

## Починали
- 7 септември – Леонард Ойлер, швейцарски учен
- 29 октомври – Жан Лерон д'Аламбер, френски математик, физик и философ